# Metal Slug
Metal Slug (メタルスラッグ Metaru Suraggu?) es una serie de videojuegos de tipo run and gun y beat 'em up lanzado inicialmente en las máquinas arcade Neo-Geo y en consolas de juegos creadas por SNK. Ha sido también adaptadas a diferentes consolas, tales como la Sega Saturn, la PlayStation, Neo Geo Pocket Color y más recientemente, la Game Boy Advance, PlayStation 2, Xbox, Xbox 360, PlayStation 4, Android, iPhone, iPod touch, Nintendo DS, PlayStation Portable, Wii y Nintendo Switch. El juego es muy conocido por su sentido del humor y su animación hecha a mano, por lo que es considerada como una de las mejores y más destacadas series en su género.
La historia se desarrolla a partir del año 2028 en adelante, cuando un escuadrón llamado Halcones Peregrinos (Peregrin Falcons) debe frustrar los intentos de golpe de Estado que pretende el General Morden, líder del Ejército Rebelde y principal antagonista de la serie. El jugador debe atravesar distintos niveles o misiones que se van presentando a lo largo de cada escenario del juego.
La franquicia presenta también una antología de los siete primeros juegos principales de la serie (incluyendo Metal Slug X) disponible para Wii, PlayStation Portable, PlayStation 2 y otras consolas. En 2009 los tres primeros juegos fueron oficialmente portados para Windows.

## Argumento

### Escenario
El primer juego envuelve a dos soldados del escuadrón de Halcones Peregrinos (Peregrine Falcons o PF Team en inglés), Marco Rossi y Tarma Roving, un pequeño pero calificado equipo de soldados que sirven bajo la división de operaciones especiales del Ejército Regular, que luchan contra las tropas del General Donald Morden con el fin de evitar un golpe de Estado masivo y la creación de un Nuevo Orden Mundial en todo el planeta, además de recuperar los vehículos "Slug" robados por ellos. En juegos posteriores se incluyen nuevos personajes como la Unidad de Gorriones (S.P.A.R.R.O.W.S. Unit), Eri y Fio, quienes están a cargo de la división de inteligencia del Ejército. En estas entregas, los protagonistas también se enfrentan a una amenaza alienígena sobre la Tierra (por parte de los marcianos), así como varias otras amenazas sobrenaturales como yetis, zombis, cangrejos gigantes, momias, etc. Varios de estos elementos fueron retirados del cuarto juego para volver a la esencia del título original, que dio lugar a una recepción pobre tanto crítica como comercial. La quinta entrega se sitúa en una lucha contra guerrillas, dejando sólo trazas de humor peculiar de la franquicia y algunos enemigos paranormales (excepto para el jefe final). Metal Slug 6 regresó a la trama de las tres primeras entregas, trayendo de vuelta al Ejército Rebelde de Morden y a los marcianos, aunque en esta entrega llega una nueva raza de aliens, conocida como invasores. Metal Slug 7, primer videojuego exclusivo para consolas portátiles, mantiene la secuencia de su precuela sin agregar elementos extravagantes, reemplazando a los marcianos por un universo alternativo del Ejército de Morden con equipo y armas futuristas.
Cabe destacar que los creadores del juego en sí se inspiraron ampliamente en las operaciones bélicas ocurridas durante la Segunda Guerra Mundial, así como en los escenarios y los vehículos, aunque hay vehículos modernos como el Slug Airplane inspirado claramente en el avión Bae Harrier (Aguilucho), uno de los aviones enemigos el Flying Tara y el Eaca Tipo B está inspirado en el Focke-Wulf Fw190 alemán junto al Grumman F6F Hellcat y el Grumman TBF Avenger, curiosamente para evitar que se le vinculara con él caza alemán de la época, se le pintó de azul y blanco.
El mismo símbolo de la Armada Rebelde es una alegoría a la esvástica de los nazis de la Segunda Guerra Mundial, se adoptó la X para evitar que fuera motivo de polémica en Europa por el tema del Holocausto que hubo durante la Segunda Guerra Mundial.

### Personajes
Marco Rossi y Tarma Roving fueron los primeros personajes incluidos en la franquicia, pero cada personaje estaba reservado para el primer y segundo jugador respectívamente. En la secuela, Eri Kasamoto y Fiolina "Fio" Germi fueron agregadas al elenco. Estos cuatro son considerados el P.F. Squad (Peregrine Falcons Squad). En el cuarto juego, Nadia Cassel y Trevor Spacey hicieron su debut, reemplazando a Eri y Tarma, pero no fueron agregados en posteriores juegos. Eri y Tarma regresaron en el quinto juego. La edición del juego de Game Boy Advance presenta a dos nuevos personajes específicos para el título: los alumnos del Escuadrón PF Walter Ryan y Tyra Elson. Los personajes de The King of Fighters/Ikari Warriors, Ralf Jones y Clark Still, aparecen en Metal Slug 6, en Metal Slug 7 y en Metal Slug XX, Leona Heidern aparece como personaje descargable y jugable en Metal Slug XX. Y en un juego en línea Leo y Erica. Desde el Metal Slug 2 los personajes se pueden elegir incluso en la partida una vez que el jugador muere y pierde todas sus vidas.

#### Personajes principales
- Marco Rossi: es el personaje principal y protagonista de la serie, quien ha sido jugable en los juegos principales de Metal Slug ("Metal Slug 1" al "Metal Slug 7") haciendo cameos en distintos juegos secundarios de la saga como ejemplo "Metal Slug Advance". Ítalo-Americano nacido en Idaho, Marchrius Dennis Rossi es un Mayor en Metal Slug 6, Lugarteniente en Metal Slug del Escuadrón PF y Comandante de la Compañía 1 de la Escuadra. Marco es un hombre amable, pero capaz de caer en arrebatos incontrolables; que el villano de la serie, el General Morden (quien es el responsable de la muerte de decenas de amigos y colegas de Marco en la Brigada PF), tratará de aprovechar.[8]

- Tarma Roving: su nombre completo es Tarmicle Roving Spencer III. Hijo de un distinguido soldado, nació en Hokkaidō, Japón. Tarma se unió al entrenamiento del ejército de tácticas especiales y combate cuerpo a cuerpo. Cuando tenía 20 años, rescató al presidente de EE. UU. siendo luego trasladado a la Brigada de Halcones Peregrinos. Luchó junto a su mejor amigo Marco Rossi en la Gran Guerra, siendo promovido como capitán. Después de la primera guerra contra Morden quiso renunciar, pero sus superiores no se lo permitieron.[9]

- Eri Kasamoto: Eri es una chica huérfana, abandonada ante la puerta de una iglesia por sus padres. Una vez alcanzó la madurez, huyó de la iglesia y se convirtió en una líder de niños de la calle. La Agencia de Inteligencia de las Fuerzas del Gobierno se fijó en sus habilidades de combate y la contrató. Ella llegó a recibir una formación especial de espionaje para aquellos con talento especial y completado con éxito una serie de misiones como agente de primera. Pero Eri, cansada de la serie de misiones que incluían asesinatos, que trazaron una línea dura en su conciencia, solicitó ser trasladada a la Brigada Especial de Operaciones "Gorriones" (S.P.A.R.R.O.W.S), pero su petición fue denegada, especialmente por sus logros y habilidades superiores que demostraba en las misiones. Por sus esfuerzos en el fallido segundo golpe de Estado de Morden, recibió un ascenso a Sargento de Segunda Clase.[10]

- Fio Germi: es la única hija de una rica familia italiana. Después de que ella naciera, su madre no pudo tener más hijos, lo que hace de Fio la primera heredera en la historia de su familia, ya que no tenía hermanos mayores. A lo largo de las generaciones, la familia Germi ha hecho una tradición de enviar a su hijo mayor en el ejército; Fio mantiene esta tradición de buen grado, aunque con aspiraciones de llegar a ser médico algún día. Fio es una Sargento Mayor de los Gorriones, Agencia de Inteligencia, que sirve como un grupo de fuerzas especiales para el gobierno. Al igual que con sus compañeros en Metal Slug 2 y posteriores títulos, ella es ascendida por sus servicios en la lucha contra el General Morden.[11]

#### Otros personajes

Insignia de la Armada Rebelde del General Morden.

- General Donald Morden: es el antagonista principal de la franquicia de Metal Slug. Un corrupto y poderoso general de la armada,[12] se le representa como un loco con una boina, una cazadora y con un bazooka, además de tener un parecido a Saddam Hussein.[13] Es el jefe final del primer juego y en el único que no se le incluye es en Metal Slug 5. Al parecer, remienda sus deseos de conquista al final de Metal Slug 6, ya que es rescatado por uno de la Escuadra PF. En Metal Slug 7 regresa a sus raíces de dominación mundial, esta vez con la ayuda del Ejército Rebelde del futuro. Su uniforme está inspirado en los uniformes que usaron los miembros de las temidas SS alemanas durante la Segunda Guerra Mundial. También es la primera vez desde el primer juego donde él es el jefe final. Su súbdito de mayor confianza es el Sargento Allen O'Neil.[14]

- Allen O'Neil: Sargento de la Armada Rebelde, es el militar de mayor confianza del General Morden. Cuando aparece en el juego es un personaje difícil de vencer y con un alto rango de dificultad. Él aparentemente muere en cada enfrentamiento pero vuelve aparecer en la siguiente entrega con un poco más de habilidad, sale en casi todas las entregas exceptuando Metal Slug 5 y Metal Slug 6. Luego de las peleas vuelve a su casa con su esposa como se comenta en Metal Slug Anthology. Cada vez que muere puedes coger su ametralladora lo que te dará la Heavy Machine Gun (exceptuando al primer Metal Slug). Tiene un hijo llamado Allen O'Neil Jr que sale en las versiones móviles.

- Trevor Spacey: es el personaje sustituto de Tarma, en MS4, nacido en Corea del Sur. Recibió su primera computadora a los 3 años y entendía lenguaje de programación y códigos binarios a los 7. Fue reclutado por el ejército, que lo llevó a unirse al Escuadrón de Marco Rossi donde aparece en Metal Slug 4 como Sargento.[15]

- Nadia Cassel: personaje sustituto para Eri en MS4 y viene de Francia. Ofreció sus servicios a la unidad especial S.P.A.R.R.O.W.S para así obtener experiencia de batalla, que la conducen a asistir con Fio Germi y Marco Rossi, de la Brigada de Halcones Peregrinos, en la detención de la Armada Rebelde, sus sprites son de Eri modificados.[16]

- Ralf Jones y Clark Still: personajes procedentes de las franquicias Ikari Warriors y The King of Fighters. Aparecen por primera vez en Metal Slug 6 y fueron incluidos también en Metal Slug 7 y Metal Slug XX. Sus estilos de pelea de los videojuegos que proceden se mantienen en estos títulos. Tienen la misión de apoyar al Escuadrón PF.[17]

- Leona Heidern: personaje femenino también integrante de los Ikari Warriors, ha sido incluida a esta saga, apareciendo por primera vez en el Metal Slug Mobile 4, y también como personaje descargable en Metal Slug XX.

### Enemigos
En todos los juegos de Metal Slug los principales enemigos son generalmente soldados, los cuales portan armas (como pistolas o rifles) o simplemente andan por el escenario sin hacer nada o hacer cosas que no tienen nada que ver con atacar (como leer el periódico en una silleta, cocinar, charlar con los demás soldados, etc.), también pueden conducir máquinas y vehículos que tengan (desde Metal Slug 3 se puede conducir la maquinaria si matan al conductor, más específicamente, la Armadura Nivel). Aparte de estos, también hay otros enemigos que no son necesariamente militares, como animales, científicos, árabes, japoneses, piratas, aliens, etc, además desde la segunda entrega aparecen criaturas sobrenaturales (plantas carnívoras, momias, zombis, yetis, etc). Los aliens son conocidos como «Mars People» (Marcianos).
Todos los enemigos incluidos los mismos jefes son controlados por la CPU del juego.
Con la dificultad elegida tan solo cambia la velocidad y resistencia de los enemigos conservando sus animaciones y ataques mientras que el resto del juego (escenarios, número de enemigos, recorrido, tiempo, número de misiones y ending) no sufren cambios.
Se puede aumentar el tiempo de cada misión hasta 90 pero no permite bajarlo de 60 y se puede conseguir 60 extra después de haber muerto en partida .

### Armas y vehículos

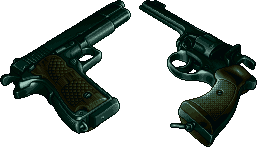
Murder .50AE & Murder Model-1915 .38 Mk.1Am

Al inicio de todos los juegos de la franquicia, el personaje posee una pistola modelo Murder .50AE si es un personaje masculino o Murder Model-1915 .38 Mk.1Am si es un personaje femenino, diez granadas explosivas y a medida que va avanzando, consigue nuevo armamento. El arma más común en conseguir en los diferentes títulos es la Heavy Machine Gun o Ametralladora (abreviada H en la caja de armas).
Se presentan varios tipos de armas de fuego reales como la Heavy Machine Gun (H), el lanzallamas o Flame Shot (F), lanzacohetes (Rocket Launcher, R), escopetas y lanzamisiles teledirigidos Shot Gun (S) y Enemy Chaser (C) respectivamente, entre otros; así como exclusivos del juego como los "Lagartos de hierro" (Iron Lizards, I), Armas Láser (Laser Gun, L) y los Drop Shot (D).
Además de armamento, en las diferentes misiones se pueden usar vehículos como mecanismos de ataque y defensa, siendo el más utilizado el tanque Metal Slug, único vehículo presente en todos los juegos. A partir de Metal Slug 2, el número de vehículos se fue acrecentando, incluyendo aviones, helicópteros, robots y exoesqueletos, unidades submarinas y animales armados.
Heavy Machine Gun (H): es el arma principal del juego. Puede disparar diagonalmente; inicias con 200 balas y se te otorgarán 150 más por cada caja extra que consigas.
Rocket Launcher (R): un lanzamisiles de gran poder, no dispara en diagonal. Inicias con 30 y se te otorgan 15 más con cada munición.
Flame Shot (F): un lanzallamas muy útil contra la infantería. Inicias con 30 y te dan 15 más con cada caja. Quema todo a su paso, pero de corto alcance.
Shot Gun (S): una escopeta de gran utilidad. Inicias con 30 y 10 más con cada caja.
Enemy Chaser (C): pequeños misiles que persiguen al enemigo estén donde estén. Inicias con 40 y 15 más por cada caja. Aparece a partir de Metal Slug X.
Iron Lizards (I): una munición con forma caninoide que acelera su paso hasta chocar y explotar contra el enemigo. Inicias con 30 y 10 más con cada munición. Aparece a partir de Metal Slug X.
Laser Gun (L): es un láser con 200 de energía y 150 por cada munición. Tiene el poder de atravesar a un soldado, al siguiente y así en adelante. Iguala o supera al poder de la Heavy Machine Gun. Aparece a partir de Metal Slug 2, y desde el Metal Slug 6 se puede disparar en diagonal.
Drop Shot (D): tiros tipo minibola que rebotan y luego explotan. No tiene mucho rango de alcance y puede disparar 3 a la vez. Inicias con 30 y 15 por cada caja. No son muy útiles, solo sirven en caso de que tus disparos tengan que sortear algún obstáculo. Aparece a partir de Metal Slug X.
Super Grenade (G): es un arma poderosa y muy escasa. Sus disparos son muy rápidos y se dirigen en línea recta. Se inicia con 25 y 10 más con cada munición. Aparece a partir de Metal Slug X.
Two Machine Guns (2H): metralletas dobles, efectivas contra la infantería, sin embargo avanzan solo en línea recta, ya sea horizontal o verticalmente. Se comienza con 200 y obtienes 200 más por cada caja. Hace su aparición a partir de Metal Slug 4 y en adelante.
Zansetzu Sword (Z): usa la animación del personaje al acuchillar acompañado de una poderosa onda que avanza un poco y desaparece, sin embargo sólo avanza en horizontal. Destruye todo con lo que choca. Aparece en Metal Slug 6 y en adelante. Inicias con 10 y te dan 5 por munición extra.
Thunder Shot (T): potente rayo, mezcla del Laser Gun y el Enemy Chaser, inicias con 20. Solo aparece en el Metal Slug 7 y Metal Slug XX.
También existen las variaciones de cada arma del tipo BIG, que es un arma más poderosa que la común. Se puede identificar fácilmente porque en la caja de municiones, la letra que señala qué tipo de munición es se observa "palpitando".
El aspecto de Metal Slug fue crear un simple, pero apasionante juego Matamarcianos en 2D, con un esquema de control sencillo (un mando y tres botones). El mismo equipo que creó Metal Slug para la Neo-Geo previamente había creado ya juegos para portátiles de Irem con similar gráfica y modo de juego. Cyber Lip (1990) tenía a algunos de los desarrolladores principales del original Metal Slug. Gunforce (1991) e In the Hunt (1993) tienen una notable similitud en modo de juego, con gráficos que tienen parecido a Metal Slug. Gunforce 2 (1994), otro título de Irem, tiene similar modo de juego a Metal Slug.
De igual manera, algunos efectos de sonido utilizados para títulos de Irem, se incluyeron en varios juegos de Metal Slug. Los diseños de arte están hechos por Meeher y la banda sonora está compuesta por Takushi Hiyamuta (Hiya!). Ellos trabajaron en Undercover Cops antes de formar Nazca. Los tres primeros títulos fueron desarrollados por esta empresa, siendo productor por Takashi Nishiyama.
Metal Slug 4, que estuvo a cargo de la empresa coreana Mega Enterprise, fue producida por Hong Ick Cho, y la banda sonora fue compuesta por Toshikazu Tanaka del Studio Aqua. MS5 y MS6 fueron producidos por Moon, mientras que la banda sonora estuvo a cargo del Studio Aqua. Tanaka se encargaría también de componer la música de Metal Slug 7, producida por K. Iju de los estudios de SNK Playmore.

## Juegos lanzados
- Metal Slug: Super Vehicle-001: primer videojuego lanzado por la franquicia en 1996 para las máquinas arcade Neo-Geo, desarrollado por Nazca Corporation.[31][32] Fue adaptada luego para las consolas Sega Saturn y PlayStation.[31] Está disponible también en la consola Wii.

- Metal Slug 2: Super Vehicle-001/II: secuela de la anterior, en donde se incluyen dos personajes femeninos, Eri y Fio. Junto con el vehículo Metal Slug, se incluyen otros como la Slug Flyer y la Slugnoid. Agrega también el arma Laser Gun, además de otras municiones como las bombas de fuego. Fue desarrollada por Nazca y lanzada en abril de 1998 para las máquinas arcade.[33] Cuya misión final presenta a un General Morden capturado por alienígenas que intentan conquistar la Tierra. Metal Slug X es una versión mejorada de MS2, en la cual se corrigen varios errores del anterior y se agrega una mayor dificultad al juego, siendo lanzada un año después.[34]

- Metal Slug X: Super Vehicle-001: es una versión mejorada del Metal Slug 2 original, diferenciándose en meros detalles gráficos, manteniendo igual la campaña y algunas agregaciones como el arma Iron Lizards.

- Metal Slug 3: en este título se mantiene la intención de los alienígenas de conquistar la Tierra siendo Morden nuevamente capturado, así como un miembro del Escuadrón PF. La Armada Rebelde realiza una tregua con el Escuadrón para así poder rescatar a su jefe. MS3 fue lanzado a mediados del año 2000 y luego portado para la PS2, Xbox, etc.[35] El videojuego fue desarrollado por SNK, al igual que juegos posteriores con excepción de Metal Slug 4.[32]

- Metal Slug 4: lanzado en 2002.[36] MS4 fue desarrollada por MEGA Enterprise y Noise Factory cuando SNK se declaró en bancarrota.[37][38] Mantiene el mismo modo de juego, pero creando nuevos miembros de equipo y enemigos que no se incluyen en juegos posteriores.

- Metal Slug 5: título el cual agrega nuevos enemigos, reemplazando a la Armada Rebelde de Morden y a los alienígenas por un grupo conocido como la Armada Ptolomeo. Desarrollada por SNK Playmore y Noise Factory, el juego fue lanzado a finales de 2003.[39]

- Metal Slug 6: primer juego de la franquicia lanzado para la máquina Atomiswave en 2006.[17] MS6 regresa a la historia original, Morden nuevamente intenta un golpe de Estado, pero esta vez a mayor escala.[7] Incluye a dos nuevos miembros al equipo y agrega nuevos modos de juego, Weapon Stock System y técnicas especiales a cada personaje que se activan con determinadas combinaciones de botones, Rush Blaster System.[17]

- Metal Slug 7: octavo título de la principal serie de Metal Slug lanzada para la consola portátil Nintendo DS. Continúa la historia de su predecesora, en la cual el Escuadrón PF en conjunto con los Ikari Warriors tratan de localizar al General Morden y capturarlo para así evitar una nueva reyerta, pero este es ayudado por su armada que procede del futuro.[5]

- Metal Slug XX: al igual que Metal Slug X es una versión mejorada del último juego, lanzado esta vez para la consola portátil PlayStation Portable la cual incluye un modo multijugador el cual no presentaba MS7, Leona Heidern fue agregada como personaje desbloqueable. Fue lanzado en diciembre de 2009.[40]

- Metal Slug Touch: versión para iPhone y iPod Touch en el cual se controla el tanque típico de Metal Slug combatiendo contra la Armada Rebelde. Fue lanzado en el año 2009.

- Metal Slug 1st Mission: título exclusivo para la Neo Geo Pocket Color, lanzado en 1999 en Japón, y en Estados Unidos un año después. La historia toma lugar un año antes del primer juego, siendo Marco Rossi aún un cadete.[41]

- Metal Slug 2nd Mission: es la secuela del juego anterior, lanzado en el año 2000. El Escuadrón PF debe frustrar el plan que la Armada Rebelde trama, y evitar así el robo de sus últimas armas de avanzada tecnología.

- Metal Slug Advance: videojuego desarrollado por Noise Factory y lanzada a finales de 2004 para la Game Boy Advance. Walter Ryan y Tyra Elson son los protagonistas de este título quienes son candidatos para ingresar al Escuadrón PF. Son enviados a una isla y tienen como misión escapar por sus propios medios de ella.[42]

- Metal Slug (PlayStation 2): primer videojuego 3D de la franquicia, lanzado en el año 2006 en conmemoración del décimo aniversario de la serie. El juego tiene lugar en el año 2030. El antagonista de la serie, el General Morden, se alía a Oguma, presidente de Empresas Oguma y líder mundial de la tecnología. El Escuadrón PF debe encargarse de disolver esta alianza.[43] Tuvo una baja recepción y malas críticas por parte de diferentes páginas web. Este juego, al ser transferido de 2D a 3D en un solo título, fue muy criticado, al igual que KOF: MAXIMUM IMPACT, es por eso que el futuro MS8 será nuevamente en el 2D que todos conocemos.

- Metal Slug 4 y 5: recopilación que contiene el Metal Slug 4 y el Metal Slug 5. Fue lanzado en el año 2005 para las consolas Xbox y PS2.

- Metal Slug Anthology: recopilación de los siete primeros juegos de la serie principal, Metal Slug, Metal Slug 2, X, 3, 4, 5 y 6. Fue lanzada para las consolas PlayStation 2, Wii y PlayStation Portable en 2007.

- Metal Slug Complete PC: es un metal slug anthology para PC, lanzado en el 2010 con los 7 juegos de la saga: Metal Slug, Metal Slug 2, X, 3, 4, 5 y 6.

- Metal Slug Defense: es un juego de torre de defensa y estrategia que fue lanzado el primero de mayo de 2014 para dispositivos móviles. El modo de juego es uno contra uno de torre de defensa con dos "bases" en ambos lados del escenario donde se generan unidades y el objetivo principal del juego es destruir la base enemiga. Estas bases pueden ser potenciadas con diferentes atributos, los cuales será deber del jugador aumentar conforme avance en la aventura y obtenga MSP (Metal Slug Points), moneda de pago para mejoras. También cuenta con más de 100 personajes, los cuales serán la principal línea defensiva del jugador. Estas también pueden ser potenciadas con "MSP", los cuales servirán tanto para subir su nivel como para quitar las limitaciones del mismo. Cuenta con 3 mundos principales con distintas dificultades, así como otros 3 mundos alternos de una dificultad aun mayor. Además, cuenta con un sistema de logros, misiones especiales, una tienda para compra de unidades y suministros de ayuda, los cuales se podrán conseguir con "Medallas", principal moneda de pago para compras dentro de la aplicación, las cuales pueden ser adquiridas dentro del juego como con moneda real. Junto con los modos principales, cuenta con un modo en línea que permite hacer combates 1 vs 1 y 2 vs 2, así como también contra usuarios agregados por medio de Google +. Marco la inclusión de personajes por primera vez de The King of Fighters. Actualmente está en la actualización 1.46.0 y con más de 29 millones de descargas.

- Metal Slug Revolution: juego tipo RPG con 2D, lanzado exclusivamente en China, se trata de un juego shooting donde se tiene que cumplir objetivos para cumplir las misiones y completarlas, se cuenta con el apoyo de un artefacto Slug hasta 3 por misión se puede equipar, solo utilizándose 1 a la vez cada 15 segundos para poder cambiar a otro, el estilo gráfico es en HD, los personajes que salen son Marco, Tarma, Eri y Fio, con 4 nuevos personajes nuevos en este título para utilizarse se tienen que desbloquearse y llegar a un determinado número de nivel, el juego utilizan clips de voces como sucedió en el Metal Slug 3D.

- Metal Slug Attack: secuela del Metal Slug Defense, tipo torre de defensa y estrategia. Este juego inicialmente salió en fase beta meses antes del lanzamiento. Tras el éxito que tuvo su predecesor, y en conmemoración del 20° Aniversario de la salida del primer juego de Metal Slug, el juego se estrenó en la App Store el 14 de febrero. El juego contiene muchas mejoras respecto al título anterior y personalizaciones únicas. Poco antes de su salida, y en honor al aniversario de la franquicia, SNK lanzó una campaña que ofrecería múltiples beneficios (como contenido in-game, wallpaper para PC y móviles y una galería de arte que incluye imágenes nunca antes vistas de juegos de toda la franquicia). Tras 1 mes de salida del juego, obtuvo más de 2 millones de descargas, en noviembre de 2016 ya cuenta con más de 5 millones de descargas, el juego finalizara con sus servicios el 12 de enero de 2023.[44]

- Metal Slug XX OL (En línea): Segundo juego exclusivo de China, el juego como su nombre indica llega a ser en base al Metal Slug Double XX, utiliza algunos elementos de dicho juego al igual el Metal Slug 7, cuenta con personalizaciones únicas para equipar al personaje y mejorar sus habilidades a la hora de utilizarlo, contiene un nuevo modo vs para jugar con otros jugador poder elegirse hasta tres personajes, el juego contiene enemigos de otros títulos anteriores a Metal Slug con gráficos mejorados, los personajes están presentes en este juego son Marco, Tarma, Eri, Fio, Leona y Clark por los Ikari Warrior.

- Metal Slug Infinity: Juego de tipo torre y defensa, tienen algunos cambios respecto al Metal Slug Defense y Attack se conservan unidades que vienen de estos juegos, entre los cambios las unidades llegan a verse en forma Chibi combinando el estilo de los Metal Slug del Neo Geo Pocket, una de las novedades, las unidades siendo Armada Rebelde, Regular, Anormales entre otras pueden abordas los artefactos Slug o de la Armada Rebelde y entre otras para usarlas en el juego por un tiempo límite o hasta que se agote la salud del artefacto, el juego salió en la app store el 15 de marzo, hasta el momento 4 países disponibles Nueva Zelanda, Singapur, Australia y Filipinas. Semanas después salió en el resto del mundo. El juego dejará de funcionar el 30 de septiembre de 2021 debido a la finalización de licencia.[42]

- Metal Slug Code: J: Tercera juego exclusivo de China, es desarrollado por SNK China y distribuido por Tencent Games, se trata de una adaptación para equipos móviles que contiene escenarios de Metal Slug de títulos anteriores pero con gráficos en alta resolución y nuevos elementos. Los personajes tienen nuevos movimientos y habilidades. Fue anunciado por primera vez el 27 de junio de 2020, sin embargo se retrasó hasta el año 2021. Una beta se lanzó en China en agosto de 2021 mediante prerregistro. En adición, Kyo Kusanagi de The King Of Fighters, aparece por segunda vez en un juego de Metal Slug. Disponible para sistemas operativos Android e iOS.

- Metal Slug Tactics: Juego de táctica anunciado para Steam, se podrá realizar tácticas para atacar a los enemigos hasta los arfectos podrán dirigirse los ataques junto con los personajes, incluye por primera vez una introducción estilo anime.

También hay otros juegos de Metal Slug y son los siguientes: Metal Slug Tipo-A, Metal Slug SV-001, Metal Slug 3 (Pachinko), estos siguientes juegos Metal Slug son para móviles: Metal Slug Mobile, Metal Slug Mobile Impact, Metal Slug Mobile 3, Metal Slug Mobile 4, Metal Slug: Allen batalla Crónicas, Metal Slug STG, Metal Slug Soldiers, Fighters Metal Slug, Metal Slug Warriors, Metal Slug Marte Panic!, Metal Slug Tactics, Metal Slug M1, Metal Slug M2, Metal Slug Equipo de Misión, Universal Metal Slug, Universal Metal Slug: Tanque Conspiracy, Universal Metal Slug: Batalla Feroz y Universal Metal Slug: Triumph.

## Trivias
[cita requerida]
- Para situarse en una época futurista la Armada Rebelde tiene armas y vehículos parecidos a los modelos reales de la Segunda Guerra Mundial como el Focke Wulf FW 190 el Mitsubishi A6M Zero o el Grumman F6F Hellcat (Flying Tara).

- En el juego se encuentran numerosas referencias a la Segunda Guerra Mundial como por ejemplo que el logotipo de la Armada Rebelde es una inspiración a los nazis y el símbolo de Morden (el pterodáctilo con la calavera) está inspirado en el símbolo de Hitler (el águila y la esvástica).

- El General Morden creó la Armada Rebelde y tenía deseos de venganza contra la humanidad, porque supuestamente se volvió loco después de que su hijo muriera en un atentado, ya que el cree que fue por culpa de los Halcones Peregrinos.

- A pesar de ser de Canadá, el diseño de Donald Morden se basa a la imagen de Saddam Hussein, Adolf Hitler y Iósif Stalin. El villano Allen O'Neil, se basa en Rambo y Mr. T; otro personaje, el General Amadeus posiblemente se base a Albert Einstein, Emmett Brown Doc y Doctor Eggman, este último por utilizar artefactos que llegan adaptarse con la base en donde se transporta para introducirse en el artefacto y controlarlo.

- Uno de los helicópteros enemigos concretamente el R-Shobu esta copiado del Boeing AH64 Apache y el Agusta Westland AW129 Mangusta, y otra versión del mismo esta copiado del cancelado RAH 66 Comanche, que estaba en fase de prototipo cuando se lanzó el juego.

- En Alemania está prohibida la exhibición de símbolos nazis o hacer apología al régimen, de ahí que el símbolo de la Armada Rebelde sea una X, incluso el símbolo del pterodáctilo y la calavera está inspirado en el águila y la esvástica de Adolf Hitler.

- Aunque aparecen muchos enemigos a lo largo de la saga, la mayoría de ellos suelen ser copias de los modelos originales. Por ejemplo, en Metal Slug: Super Vehicle-001 entre jefes y enemigos solo hay realmente 28 modelos de enemigos, siendo el resto copias insertadas a lo largo de las misiones.

- En el juego Metal Slug Attack es donde más se han dado estos casos, tomando unidades ya existente para cambiarles la paleta de colores y los ataques. Esta práctica por parte de SNK, ha sido denominada como "Repintar", "Repintado" o "Unidades Repintadas" por los jugadores.
- El setting de la franquicia parte de una premisa similar a la guerra civil española donde un general dirige un ejército sublevado frente al ejército regular.
- El final de Metal Slug 2 (y X) hace una breve referencia a Independence Day cuando un piloto del ejército rebelde se introduce en la nave nodriza de los Mars People para darle el golpe final.